# Petra Haden
Petra Haden (New York, 11 ottobre 1971) è una violinista e cantante statunitense.
Durante la sua carriera ha fatto parte di diversi gruppi, tra i quali that dog., Tito & Tarantula, The Rentals e The Decemberists; ha inoltre registrato con Beck, Mike Watt, Luscious Jackson, Jimmy Eat World, Foo Fighters, Green Day, Weezer, Victoria Williams e Yuka Honda, come violinista e vocalist. È la figlia di Charlie Haden, bassista jazz.
Insieme alle altre due sorelle gemelle, Rachel (bassista e componente dei that dog.) e Tanya (violoncellista, moglie dell'attore Jack Black) ha registrato come The Haden Triplets. Il fratello delle tre gemelle è Josh Haden, leader degli Spain.

## Discografia

### Da solista

#### Album in studio
- 1999 - Imaginaryland
- 1999 - Bella Neurox (con Miss Murgatroid)
- 2003 - Petra Haden & Bill Frisell (con Bill Frisell)
- 2005 - Petra Haden Sings: The Who Sell Out
- 2008 - Hearts & Daggers (con Miss Murgatroid)
- 2011 - The Windmills of Your Mind (con Paul Motian, Bill Frisell e Thomas Morgan)
- 2013 - Petra goes to the movies
- 2016 - Seemed Like a Good Idea (con Jesse Harris)
- 2019 - Joey Always Smiled (con Mark Kozelek)
- 2020 - Songs for Petra (con John Zorn e Jesse Harris)
- 2021 - Back to the Garden (con Nick Haywood)
- 2022 - Devotional (con The Lord)

#### Album live
- 2020 - Songs from My Father (con il Nick Haywood Quintet)[4]

### Con i That Dog
- 1994 - that dog.
- 1995 - Totally Crushed Out!
- 1997 - Retreat From the Sun[5]